# Isopogon robustus
Isopogon robustus är en tvåhjärtbladig växtart som beskrevs av Foreman och N.Gibson. Isopogon robustus ingår i släktet Isopogon och familjen Proteaceae. Inga underarter finns listade i Catalogue of Life.